# كونيغشتاين (ساكسونيا)
كونيغشتاين (زكسيشة شوايتس) (بالألمانية: Königstein, Saxony) هي قرية و بلدة ألمانية تقع في ألمانيا في سويسرا السكسونية-جبال الخام الشرقية ‏.[بحاجة لمصدر]  يقدر عدد سكانها بـ 2,822 نسمة .

## المدن التوأمة
مدن Königstein، كونيغشتاين إم تاونوس و Trmice هي مدن توأمة لـكونيغشتاين (زكسيشة شوايتس).

## أعلام
- جورج شومان
- هاينريش شومبورجك
- ديتليف كوهن
- يو هانس روسلر